# Cheneché
Cheneché is een plaats en voormalige gemeente in het Franse departement Vienne (regio Nouvelle-Aquitaine) en telt 302 inwoners (2005). De plaats maakt deel uit van het arrondissement Poitiers. Cheneché is op 1 januari 2017 gefuseerd met de gemeenten Blaslay, Charrais en Vendeuvre-du-Poitou tot de gemeente Saint Martin la Pallu, die op 1 januari 2019 werd uitgebreid met de gemeente Varennes tot de gemeente Saint-Martin-la-Pallu. 

## Geografie
De oppervlakte van Cheneché bedraagt 5,1 km², de bevolkingsdichtheid is 59,2 inwoners per km².
De onderstaande kaart toont de ligging van Cheneché met de belangrijkste infrastructuur en aangrenzende gemeenten.

## Demografie
Onderstaande figuur toont het verloop van het inwonertal (bron: INSEE-tellingen).